# Orthaspidoceras
Orthaspidoceras es un género de cefalópodo amonoide extinto de la familia Aspidoceratidae. Estos carnívoros nectónicos vivieron durante el período Jurásico, en la edad Kimmeridgiense.

## Descripción
Las conchas de Orthaspidoceras son de tamaño mediano o grande, con un diámetro que alcanza alrededor de 20 a 25 centímetros (7,9 a 9,8 pulgadas). Estas conchas son relativamente involutivas y gruesas, con verticilos cuadrados redondeados o deprimidos. La ornamentación consiste en una hilera de tubérculos toscos y vetas finas.

## Distribución
Se halla en los depósitos jurásicos de Italia, México, Suiza y Yemen.